# (5936) Khadzhinov
(5936) Khadzhinov (1979 FQ2) – planetoida z pasa głównego asteroid okrążająca Słońce w ciągu 5,2 lat w średniej odległości 3 j.a. Odkryta 29 marca 1979 roku.